# Frederik August 1. af Sachsen
|  | Denne artikel omhandler Kong Frederik August 1. af Sachsen (1750–1824). Artiklen om Kurfyrst Frederik August 1. af Sachsen (1670–1733) ligger under navnet August 2. af Polen |
Frederik August 1. af Sachsen (tysk: Friedrich August I. von Sachsen) (23. december 1750 i Dresden – 5. maj 1827 i Dresden) var kurfyrste af Sachsen fra 1763 (som Frederik August 3. af Sachsen) og konge af Sachsen fra 1806 til 1827. I 1791 blev han valgt til konge af Polen, men fungerede dog kun som hertug af Warszawa fra 1807 til 1815.
Frederik August var søn af kurfyrst Frederik Christian af Sachsen og Maria Antonia af Bayern og tilhørte den albertinske linje af Huset Wettin. I 1769 giftede han sig med Amalie af Pfalz-Zweibrücken-Birkenfeld-Bischweiler. Han blev efterfulgt som konge af sin lillebror, Anton 1.